# Bicton (Devon)
Bicton – wieś w Anglii, w hrabstwie Devon, w dystrykcie East Devon.